# Yoyogi National Gymnasium
Yoyogi National Gymnasium (japansk: 国立代々木競技場) er en sportsarena, der ligger i Yoyogi Park i Shibuya, Tokyo. Arenaen blev opført til de olympise lege i 1964, hvor svømmekonkurrencerne blev afholdt. I et separat anneks til bygningen blev basketball konkurrencen afholdt under de olympise lege i 1964. Arenaen er udpeget til at huse afviklingen af håndboldkonkurrencerne under de olympise lege i 2020.
Kapaciteten for arenaen er 13.291 personer, hvor der er 9.079 ståpladser, 4.124 siddepladser og 88 loger.

Arenaen anvendes til hverdag mest til ishockey, basketball og indendørs fodbold.
35°40′03″N 139°42′01″Ø / 35.6675°N 139.7003°Ø